# 군산자유무역지역관리원
군산자유무역지역관리원(群山自由貿易地域管理院)은 자유무역지역의 관리·운영 및 수출산업 지원 사무를 관장하는 대한민국 산업통상자원부의 소속기관이다. 2005년 10월 25일 발족하였으며, 전라북도 군산시 자유로 482에 위치하고 있다. 원장은 서기관 또는 기술서기관으로 보한다.

## 설치 근거 및 직무

### 설치 근거
- 「자유무역지역의 지정 및 운영에 관한 법률」 제51조제1항[1]

### 직무
- 군산자유무역지역의 관리·운영 등에 관한 사항
- 수출산업 지원에 관한 사항

## 연혁

### 자유무역지역
1960년대
- 1964년 9월 14일: 「수출산업공업단지 개발조성법」 제정 공포(수출전용단지로 보세구역이며 30%범위내 내수판매 가능)
- 1969년 2월 5일: 이리지방공업단지 조성 공고(1,426천m2)
- 1969년 7월 1일: 이리지방공업단지 조성 공고(1,426천m2)
- 1969년 10월 1일: 이리지방공업단지 공사착공

1970년대
- 1970년 1월 1일: 「수출자유지역설치법」 제정
- 1970년 3월 24일: 건설부 이리지방공업단지 조성 실시계획 인가
- 1972년 1월 28일: 이리지방공업단지 분양개시
- 1973년 1월 15일: 공업단지관리의 일원화를 위하여 공업단지관리청 발족
- 1973년 5월 5일: 건설부 이리지방공업단지를 공업단지 장려지구로 지정(장려지구내에서는 조세감면 부여)
- 1973년 10월 8일: 지방공업단지 일부를 수출자유지역으로 지정(수출자유지역 922천m2, 지방공업단지 1,426→504천m2)
- 1973년 10월 17일: 이리수출자유지역 공사 착공
- 1974년 12월 31일: 이리수출자유지역 및 지방공업단지 조성 완료(총 1,426m2)
- 1975년 2월 5일: 이리수출자유지역관리소 개소
- 1975년 8월 29일: 귀금속 제1단지에 귀금속 보석가공수출업체 집단화
- 1975년 12월 31일: 「공업단지관리법」 제정 공포
- 1976년 1월 26일: 수출자유지역 일부(689천m2)와 지방공단(504천m2)를 합쳐 수출산업공단지정(수출자유지역 922→233천m2,수출산업공업단지 1,193천m2)
- 1976년 11월 29일: 수출산업공업단지 일부(118천m2)를 수출자유지역으로 전환(수출자유지역 233→351천m2,수출산업공업단지 1,193→1,075천m2)
- 1976년 12월 31일: 「공업단지관리법」 개정으로 '수출산업공업단지 개발조성법' 폐지
- 1979년 9월 12일: 수출자유지역 일부(32천m2)를 수출산업공업단지로 전환후 귀금속 제2단지 조성(수출자유지역 351→319천m2,수출산업공업단지 1,075→1,107천m2)

1980년대
- 1982년 9월 12일: 수출산업공업단지를 국가공업단지로 변경
- 1987년 4월 16일: 귀금속 제2단지 분양
- 1989년 11월: 수출자유지역 일부(9천m2)를 산업단지로 전환. 자유지역 철책이설(7,491m2)에 따른 도로면적 및 기 분양된 공단주유소 면적(1,269m2)을 산업단지로 편입(수출자유지역 319→310천m2, 산업단지 1,107→1,116천m2)

1990년대
- 1990년 1월 13일: 「공업배치및공장설립에관한법률」 시행(공업배치법, 공업단지관리법 폐지)
- 1992년 7월 16일: 이리국가공업단지 관리기본계획 제정(상공부고시92-23)
- 1995년 7월 13일: 익산수출자유지역관리소로 명칭변경(이리시와 익산군을 익산시로 통합)
- 1995년 12월 29일: 「공업배치및공장설립에관한법률」 개정으로 공업단지를 산업단지로 변경
- 1996년 4월 6일: 익산국가산업단지 관리기본계획 개정(통상부고시96-39). 귀금속 보석 가공공정에 필요한 제조업종 3개 추가
- 1999년 1월: 전라북도 군산자유무역지역 지정요청
- 1999년 8월: '수출자유지역의 제도개편 및 신규지정방안'산업연구원 연구용역 결과 군장국가산업단지를 최적지로 평가
- 1999년 12월: '한국개발연구원 군장수출자유지역 조성사업'의 예비타당성 조사 결과 입지적 타당성 및 경제성 인정

2000년대
- 2000년 1월: 자유무역지역의 지정 등에 관한 법률 공포
- 2000년 10월: 군산자유무역지역 지정 및 기공식 개최
- 2001년 7월: 군산자유무역지역 부지 준설매립 완료
- 2001년 12월: 조달청과 건축공사 일괄대행관리 약정체결
- 2002년 3월: 부지조성 및 기반공사(도로,상하수도 등) 착수
- 2002년 10월: 실시설계 완료
- 2002년 12월: 건축공사(청사동, 업무지원동, 물류창고, 표준공장) 착공
- 2003년 12월: 부지조성 및 기반공사 완료
- 2005년 9월: 건축공사 완료
- 2005년 10월 24일: 군산자유무역지역관리원으로 이전
- 2010년 12월 31일: 익산자유무역지역 지정 해제(지식경제부고시 제 2010-227호)

### 자유무역지역관리원
- 1974년 12월 31일: 공업진흥청 소속으로 이리수출자유지역관리소 설치.
- 1978년 7월 26일: 상공부 소속으로 변경.
- 1993년 3월 6일: 상공자원부 소속으로 변경.
- 1994년 12월 23일: 통상산업부 소속으로 변경.
- 1995년 7월 13일: 익산수출자유지역관리소로 개편.
- 1998년 2월 28일: 산업자원부 소속으로 변경.
- 2000년 9월 9일: 익산자유무역지역관리원으로 개편.
- 2005년 10월 25일: 군산자유무역지역관리원으로 개편.
- 2008년 2월 29일: 지식경제부 소속으로 변경.
- 2013년 3월 23일: 산업통상자원부 소속으로 변경.

## 조직

### 원장
- 관리과[2]
- 수출산업과[3]
- 비상계획과[4]